# Nicolau Martí
Nicolau Martí (Catalunya, segle xv), fou un religiós català, autor d'un tractat de fets històrics en llengua llatina.
Sembla que pertanyia a l'orde dels predicadors. Tanmateix, hi ha un Nicolau Martí franciscà, confessor de les reines Maria de Luna, Margarida de Prades i del rei Martí el Jove de Sicília, que consta entre els noms de personatges reals anotats en les Cobles de la divisió del regne de Mallorques, d'Anselm Turmeda, junt amb altres religiosos. L'única obra coneguda és el manuscrit Martiniana de concordantiis decretorum et decretalium auctore F. Martino ordinis praedicatorum de l'Arxiu de la Corona d'Aragó de l'any 1410.